# Eduardo Quisumbing
Eduardo Quisumbing y Argüelles, född 24 november 1895 i Santa Cruz, Laguna, död 23 augusti 1986 i Quezon City, var en filippinsk biolog som var ledande i läran om filippinska plantor.

## Utbildning
Quisumbing erhöll en kandidatexamen i biologi från University of the Philippines Los Baños år 1918 och tog 1921 sin magister i botanik. År 1923 blev han doktor i taxonomi, systematik och morfologi vid University of Chicago.

## Utmärkelser
- År 1969 gav the American Orchid Society Quisumbing en utmärkelse för enastående forskning.[4]